# متین ینال
متین ینال (آلمانی: Metin Yenal) بازیگر اهل آلمان است.
از فیلم‌ها یا مجموعه‌های تلویزیونی که وی در آن‌ها نقش داشته‌است، می‌توان به دکتر هو و پوآرو اشاره نمود.